# Sorbus multijuga
Sorbus multijuga är en rosväxtart som beskrevs av Emil Bernhard Koehne. Sorbus multijuga ingår i släktet oxlar, och familjen rosväxter. Inga underarter finns listade i Catalogue of Life.